# Југословенска социјалдемократска странка
Југословенска социјалдемократска странка (краћено: ЈСДС; словен. Jugoslovanska socialdemokratska stranka) била је социјалдемократска партија која је од 1896. до 1921. деловала на подручју словеначких земаља у Аустроугарској и Краљевини Срба, Хрвата и Словенаца.
Назив југословенска узет је због тога што је настала издвајањем из тадашње Социјалдемократске партије Аустрије (СДСА) и је требало да делује не само у Словенији, него и у другим деловима Аустроугарске са јужнословенском већином, а којима се управљало директно из Беча, као што су Истра и Далмација.

## Деловање у Аустроугарској
СДП Аустрије се у периоду од 1892. до 1897. године поделила према националној припадности радника на више међусобно слабо повезаних странака. Тако си у словеначке социјалдемократске организације, 15. и 16. августа 1896, на конгресу у Љубљани основале Југословенску социјалдемократску странку. Иако је у почетку постојала иницијатива да све јужнословенске социјалдемократске партије делују заједно, деловање ЈСДС је ипак остало ограничено на аустријски део Монархије.
Странка, међу чијим вођством се налазио и значајни словеначки писац Иван Цанкар, није имала великог изборног успеха, нити утицаја међу словеначким масама, којима је доминирала конзервативна Словеначка народна странка. Делимични разлог за то је било званично прихватање политике аустромарксизма, односно одбацивања национализма.
ЈСДС је променила своју политику тек пред крај Првог светског рата, када су вести о Октобарској револуцији радикализовале масе, а распад Аустроугарске постао очигледан. Странка је тада на свом Десетом конгресу, одржаном крајем 1917. године, поздравила победу Октобарске револуције.

## Деловање у Краљевини СХС
Странка је након распада Аустроугарске, октобра 1918, подржала Народно веће и стварање Државе СХС, а касније и Краљевине СХС.
Међутим, сама странка се убрзо распала на неколико фракција, од којих се она револуционарна опредељена прикључила новоформираној Социјалистичкој радничкој партији Југославије (комуниста), реформисти су подржавали београдску владу, док се део залагао за реформу Југославије на федеративним начелима. Реформисти су се 1921. године прикључили новоформираној Социјалистичкој партији Југославије.

## Наслеђе
У раздобљу од 1990. до 2002. године, Словеначка социјалдемократска странка (данас Словеначка демократска странка) премијера Јанеза Јанше сматрала се идеолошком наследницом ЈСДС.

## Значајни чланови
| - Етбин Кристан - Франце Железникар - Хенрик Тума - Јосип Ферфоља | - Иван Цанкар - Драготин Лончар - Албин Препелух - Драготин Густинчич | - Лојз Крајгер - Антон Кристан - Рудолф Голоух - Иван Регент |